# Nicolau de Mira
São Nicolau de Mira, também conhecido como São Nicolau de Bari, foi um dos primeiros cristãos, e era grego, proveniente da Ásia Menor. é o santo padroeiro da Rússia, da Grécia, da Noruega e de Beit Jala em Israel. É o patrono dos guardas-noturnos na Armênia e dos coroinhas na cidade de Bari, na Itália, onde estariam sepultados seus restos.
São Nicolau era de ascendência grega e seria proveniente de Patara (atual Turquia), no  Império Romano, onde teria nascido na segunda metade do século III, e teria falecido em dezembro do ano de 350 (6 de dezembro segundo o calendário hoje usado no Ocidente, 19 de dezembro no calendário do cristianismo oriental), em Mira, também na atual Turquia. Foi um bispo cristão que ficou conhecido por sua caridade e afinidade com as crianças. Devido à sua imensa generosidade e aos milagres que lhe foram atribuídos, foi canonizado pela Igreja Católica e tornou-se um símbolo ligado diretamente ao nascimento do Menino Jesus. São Nicolau é considerado um dos santos mais conhecidos da cristandade, tendo servido de inspiração para a figura do Papai Noel, símbolo do Natal.
Teria vivido alguns anos nas vizinhanças da cidade de Belém, na Terra Santa, próximo ao local do nascimento de Jesus. Sobre a cripta onde teria vivido, foi construída o que é hoje a principal igreja de Beit Jala, pequena cidade na região da Judeia.
A Nicolau foram atribuídos vários milagres, sendo daí proveniente sua popularidade em toda a Europa e sua designação como protetor dos marinheiros e comerciantes, santo casamenteiro e, principalmente, amigo das crianças.

Sob o império de Diocleciano, Nicolau foi encarcerado por recusar-se a negar sua fé em Jesus Cristo. Após a subida ao poder de Constantino, Nicolau volta a enfrentar oposição, desta vez dentro da própria Igreja. Diante de um debate com outros líderes eclesiásticos, Nicolau levanta-se e esbofeteia um de seus antagonistas, Ário, hoje considerado herege dentro do cristianismo. Isso o impede de permanecer como líder da Igreja. Nicolau, porém, não se dá por vencido e permanece atuante, prestando auxílio a crianças e outros necessitados.

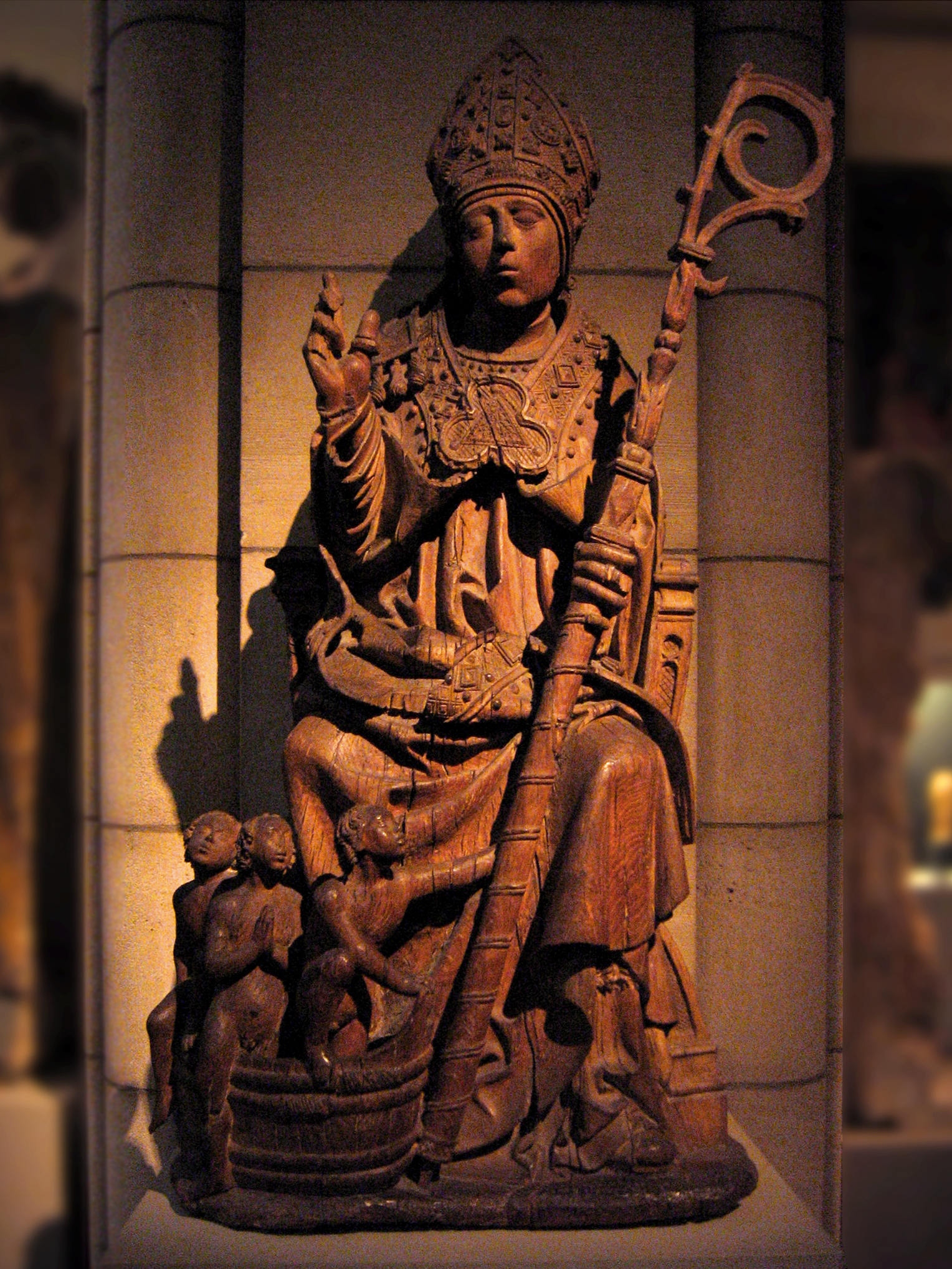
Nicolau de Mira

É tido como acolhedor com os pobres e principalmente com as crianças carentes, preocupando-se com a educação e a moral tanto das crianças como de suas mães.
Séculos após a sua morte, sua figura inspirou o ícone do Natal, chamado de Papai Noel (português brasileiro) ou Pai Natal (português europeu) um velhinho corado de barba branca, trazendo nas costas um saco cheio de presentes. Nos Estados Unidos e Canadá e na maior parte dos países anglófonos é conhecido como Santa Claus, Father Christmas ou St. Nicholas e Sinterklaas na Holanda. Algumas Igrejas Ortodoxas, como a Igreja Ortodoxa Russa, o honram com a celebração litúrgica do último domingo do ano no calendário juliano. Os cristãos de ritos copta católicos e ortodoxos e de rito bizantino lhe dedicam grande relevância e a celebração de sua vida pastoral tem grande destaque. Os calendários romano e bizantino celebram o seu dia como sendo a 6 de dezembro.
Sua devoção difundiu-se na Europa quando as suas relíquias, saqueadas de Mira por 62 soldados de Bari, foram colocadas com grandes honras na catedral de Bari a 9 de maio de 1087. As relíquias eram precedidas pela fama do suposto "taumaturgo" ("fazedor de milagres") e pelas diversas lendas que cercavam sua figura, proporcionando o aumento sua fama.
Conta-se que teria conseguido converter hereges que querendo saquear a sua igreja, lá encontrando hóstias consagradas, e, ao tocá-las, elas viraram pão. A mais famosa destas lendas conta que uma família muito pobre não tinha como custear o "dote" para casar as suas filhas. O bispo Nicolau, à noite, jogou um saco de moedas de ouro e prata para ajudar a pagar o referido "dote". A São Nicolau é atribuído o dom de ressuscitar crianças em sua região (Mira), hoje a localidade de Demre na Turquia. Muitas são as histórias sobre supostas aparições suas; a mais famosa foi no Natal de 1583, na Espanha, quando atendendo às orações de algumas senhoras, teria auxiliado para que nenhum pobre deixasse de receber o seu pão bento. Os pobres, ao serem perguntados sobre a quem lhes teria dado alimento em meio a um "tão pesado inverno", estes teriam dito que foram socorridos por "um senhor de feições muito serenas e mãos firmes".
São estas lendas religiosas e a sua iconização, que fazem Nicolau de Mira ser muito conhecido, mas são também a razão de não se ter uma visão clara sobre a vida do mesmo. São Nicolau é igualmente padroeiro dos estudantes. E nessa condição é cultuado em Guimarães, Portugal. Pelo menos desde 1664 (ano da construção da Capela de São Nicolau) que existem indícios da realização das festas em sua honra, pelos estudantes daquela cidade, também chamados de nicolinos. Estudantes que pouco mais tarde, em 1691, constituíram a Irmandade de São Nicolau, nessa data tendo aprovado os seus estatutos.
Em honra a São Nicolau, padroeiro dos estudantes, realizam-se em Guimarães as Festas Nicolinas, uma das mais antigas celebrações académicas do Mundo, que têm início no dia 29 de Novembro e têm como seu dia mais importante, precisamente o dia 6 de Dezembro (antigo dia dedicado a São Nicolau, por ser o dia do seu falecimento), em que se realizam as Maçãzinhas, número nicolino claramente inspirado na lenda de São Nicolau que salvou as filhas de um estalajadeiro.[carece de fontes?].
A veneração de São Nicolau é próprio dos países da Europa Central, conhecendo também a sua implantação na Península Ibérica.
São Nicolau é igualmente padroeiro dos estudantes.
E nessa condição é cultuado em Guimarães, Portugal. Pelo menos desde 1664 (ano da construção da Capela de São Nicolau) que existem indícios da realização das festas em sua honra, pelos estudantes daquela cidade, também chamados de nicolinos. Estudantes que pouco mais tarde, em 1691, aprovaram os estatutos da Irmandade de São Nicolau.
Na actualidade, realizam-se em Guimarães as Festas Nicolinas, uma das mais antigas celebrações académicas de Portugal, que têm início no dia 29 de Novembro e têm como seu dia mais importante, precisamente o dia 6 de Dezembro (antigo dia dedicado a São Nicolau, por ser o dia do seu falecimento), em que se realizam as Maçãzinhas.